# Isòtops del nitrogen
La massa atòmica estàndard del nitrogen és : 14.0067(2) u

## Taula
| símbol del núclid | Z(p)                | N(n)                | massa isotòpica (u) | període de semidesintegració        | Espín nuclear | composició isotòpica representativa (fracció molar) | rang de variació natural (fracció molar) |
| símbol del núclid | energia d'excitació | energia d'excitació | energia d'excitació |                                     |               |                                                     |                                          |
| ----------------- | ------------------- | ------------------- | ------------------- | ----------------------------------- | ------------- | --------------------------------------------------- | ---------------------------------------- |
| ¹⁰N               | 7                   | 3                   | 10.04165(43)        | 200(140)×10−24 s [2.3(16) MeV]      | (2-)          |                                                     |                                          |
| 11N               | 7                   | 4                   | 11.02609(5)         | 590(210)×10−24 s [1.58(+75-52) MeV] | 1/2+          |                                                     |                                          |
| 11mN              | 740(60) keV         | 740(60) keV         | 740(60) keV         | 6.90(80)×10−22 s                    | 1/2-          |                                                     |                                          |
| 12N               | 7                   | 5                   | 12.0186132(11)      | 11.000(16) ms                       | 1+            |                                                     |                                          |
| 13N               | 7                   | 6                   | 13.00573861(29)     | 9.965(4) min                        | 1/2-          |                                                     |                                          |
| ¹⁴N               | 7                   | 7                   | 14.0030740048(6)    | ESTABLE                             | 1+            | 0.99636(20)                                         | 0.99579-0.99654                          |
| 15N               | 7                   | 8                   | 15.0001088982(7)    | ESTABLE                             | 1/2-          | 0.00364(20)                                         | 0.00346-0.00421                          |
| ¹⁶N               | 7                   | 9                   | 16.0061017(28)      | 7.13(2) s                           | 2-            |                                                     |                                          |
| 17N               | 7                   | 10                  | 17.008450(16)       | 4.173(4) s                          | 1/2-          |                                                     |                                          |
| 18N               | 7                   | 11                  | 18.014079(20)       | 622(9) ms                           | 1-            |                                                     |                                          |
| 19N               | 7                   | 12                  | 19.017029(18)       | 271(8) ms                           | (1/2)-        |                                                     |                                          |
| 20N               | 7                   | 13                  | 20.02337(6)         | 130(7) ms                           |               |                                                     |                                          |
| 21N               | 7                   | 14                  | 21.02711(10)        | 87(6) ms                            | 1/2-#         |                                                     |                                          |
| 22N               | 7                   | 15                  | 22.03439(21)        | 13.9(14) ms                         |               |                                                     |                                          |
| 23N               | 7                   | 16                  | 23.04122(32)#       | 14.5(24) ms [14.1(+12-15) ms]       | 1/2-#         |                                                     |                                          |
| 24N               | 7                   | 17                  | 24.05104(43)#       | <52 ns                              |               |                                                     |                                          |
| 25N               | 7                   | 18                  | 25.06066(54)#       | <260 ns                             | 1/2-#         |                                                     |                                          |